# Formalización de la rotación en tres dimensiones

Los ángulos de Euler como rotaciones en el espacio tridimensional

En geometría, existen varias formalizaciones para expresar una rotación en tres dimensiones como una transformación matemática. En física, este concepto se aplica a la mecánica clásica, donde la cinemática rotacional (o angular) es la ciencia que describe cuantitativamente un movimiento puramente rotativo. La orientación de un objeto en un instante dado se describe con las mismas herramientas, ya que se define como una rotación imaginaria a partir de una ubicación de referencia en el espacio, en lugar de una rotación realmente observada de una ubicación anterior en el espacio.
De acuerdo con el teorema de rotación de Euler, la rotación de un cuerpo rígido (o sistema de coordenadas tridimensional con el origen fijo) se describe mediante una única rotación respecto a un determinado eje. Dicha rotación se puede describir de forma única mediante un mínimo de tres parámetros reales. Sin embargo, por varias razones, hay varias formas de representarlo. Muchas de estas notaciones utilizan más del mínimo necesario de tres parámetros, aunque cada una de ellas tiene solo tres grados de libertad.
Un ejemplo donde se usa la representación de las rotaciones es en la visión artificial, donde un observador automático necesita rastrear un objetivo. Si se considera un cuerpo rígido, asociado con tres vectores unitarios ortogonales fijados a su cuerpo (que representan los tres ejes del sistema de coordenadas locales del objeto). El problema básico es especificar la orientación de estos tres vectores unitarios, y por lo tanto del cuerpo rígido, con respecto al sistema de coordenadas del observador, considerado como una ubicación de referencia en el espacio.

## Rotaciones y movimientos
Las formalizaciones de la rotación se centran en los movimientos propios (es decir, que preservan la orientación) del espacio euclídeo con un punto fijo, a los que se refiere una rotación. Aunque los movimientos físicos con un punto fijo son un caso importante (como los descritos en el marco del centro de masas, o los movimientos de un par cinemático), este enfoque permite describir todos los movimientos. Cualquier movimiento propio del espacio euclídeo se descompone en una rotación alrededor del origen y en una traslación. Cualquiera que sea el orden de su composición, el componente de rotación puro no cambiaría, determinado únicamente por el movimiento completo.
También se pueden entender las rotaciones puras como aplicaciones lineales en un espacio vectorial dotado con una estructura euclídea, no como aplicaciones de puntos de un espacio afín correspondiente. En otras palabras, una formalización de la rotación refleja tan solo la parte rotativa de un movimiento, que contiene tres grados de libertad, e ignora la parte de traslación, que contiene otros tres.

## Formalizaciones alternativas

### Matriz de rotación
La tríada de vectores unitarios mencionada anteriormente, también se denomina una base. La especificación de las coordenadas (componentes) de los vectores de esta base en su posición actual (girada), en términos de los ejes de coordenadas de referencia (no girados), describirá completamente la rotación. Los tres vectores unitarios,{\displaystyle {\hat {\mathbf {u} }}}, {\displaystyle {\hat {\mathbf {v} }}} y {\displaystyle {\hat {\mathbf {w} }}}, que forman la base rotada constan de 3 coordenadas, lo que da un total de 9 parámetros.
Estos parámetros se pueden escribir como los elementos de una matriz A de orden 3 × 3, llamada matriz de rotación. Por lo general, las coordenadas de cada uno de estos vectores se organizan en una columna de la matriz (sin embargo, téngase en cuenta que existe una definición alternativa de la matriz de rotación y se usa ampliamente, donde las coordenadas de los vectores definidas anteriormente están ordenadas por filas)
{\displaystyle \mathbf {A} =\left[{\begin{array}{ccc}{\hat {\mathbf {u} }}_{x}&{\hat {\mathbf {v} }}_{x}&{\hat {\mathbf {w} }}_{x}\\{\hat {\mathbf {u} }}_{y}&{\hat {\mathbf {v} }}_{y}&{\hat {\mathbf {w} }}_{y}\\{\hat {\mathbf {u} }}_{z}&{\hat {\mathbf {v} }}_{z}&{\hat {\mathbf {w} }}_{z}\\\end{array}}\right]}
No todos los elementos de la matriz de rotación son independientes; como dicta el teorema de rotación de Euler, la matriz de rotación tiene solo tres grados de libertad.
La matriz de rotación tiene las siguientes propiedades:
- A es un matriz ortogonal real, por lo que cada una de sus filas o columnas representa un vector unitario.
- Los valores propios de A son

{\displaystyle \left\{1,e^{\pm i\theta }\right\}=\{1,\ \cos \theta +i\sin \theta ,\ \cos \theta -i\sin \theta \}}
donde i es la unidad imaginaria estándar con la propiedad i2 = −1
- El determinante de A es +1, equivalente al producto de sus valores propios.
- La traza de A es 1 + 2 cos θ, equivalente a la suma de sus valores propios.

El ángulo θ que aparece en la expresión de los valores propios corresponde al ángulo del eje de Euler, y representa el ángulo girado. El vector propio correspondientes al valor propio de 1 es el eje de Euler que lo acompaña, ya que el eje es el único vector (distinto de cero) que permanece sin cambios al multiplicarlo (girándolo) hacia la izquierda con la matriz de rotación.
Las propiedades anteriores son equivalentes a:
{\displaystyle {\begin{aligned}|{\hat {\mathbf {u} }}|=|{\hat {\mathbf {v} }}|=|{\hat {\mathbf {w} }}|&=1\\{\hat {\mathbf {u} }}\cdot {\hat {\mathbf {v} }}&=0\\{\hat {\mathbf {u} }}\times {\hat {\mathbf {v} }}&={\hat {\mathbf {w} }}\,,\end{aligned}}}
que es otra forma de indicar que {\displaystyle ({\hat {\mathbf {u} }},{\hat {\mathbf {v} }},{\hat {\mathbf {w} }})} forma una base ortonormal en 3D. Estas declaraciones comprenden un total de 6 condiciones (el producto cruzado contiene 3), dejando la matriz de rotación con solo 3 grados de libertad, según se requiera.
Dos rotaciones sucesivas representadas por matrices A1 y A2 se combinan fácilmente como elementos de un grupo,
{\displaystyle \mathbf {A} _{\text{total}}=\mathbf {A} _{2}\mathbf {A} _{1}}
(téngase en cuenta el orden, ya que el vector que se gira se multiplica desde la derecha).
La facilidad con que se pueden rotar los vectores utilizando una matriz de rotación, así como la facilidad de combinar rotaciones sucesivas, hacen de la matriz de rotación una forma útil y popular de representar rotaciones, aunque sea menos concisa que otras representaciones.

### Eje y ángulo de Euler (vector de rotación)

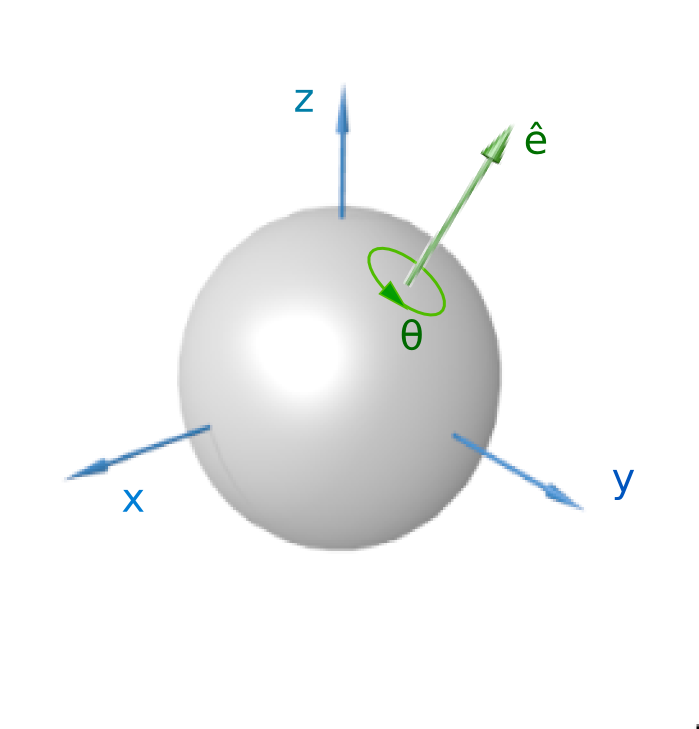
Visualización de una rotación representada por un eje y un ángulo de Euler

Por el teorema de rotación de Euler, se sabe que cualquier giro se puede expresar como una sola rotación sobre algún eje. El eje es el vector unitario (único si se exceptúa su signo) que permanece sin cambios por efecto de la rotación. La magnitud del ángulo también es única, y su signo está determinado por el signo del eje de rotación.
El eje se puede representar como un vector unitario tridimensional
{\displaystyle {\hat {\mathbf {e} }}={\begin{bmatrix}e_{x}\\e_{y}\\e_{z}\end{bmatrix}}}
y el ángulo por un escalar θ.
Como el eje está normalizado, solo tiene dos grados de libertad. El ángulo agrega el tercer grado de libertad a esta notación de la rotación.
Se puede expresar la rotación como un vector de rotación, o vector de Euler, un vector tridimensional no normalizado cuya dirección especifica el eje y cuya longitud es θ,
{\displaystyle \mathbf {r} =\theta {\hat {\mathbf {e} }}\,.}
El vector de rotación es útil en algunos contextos, ya que representa una rotación tridimensional con solo tres valores escalares (sus componentes), que representan los tres grados de libertad. Esto también es cierto para representaciones basadas en secuencias de tres ángulos de Euler (véase más adelante).
Si el ángulo de rotación θ es cero, el eje no está definido de forma única. La combinación de dos rotaciones sucesivas, cada una representada por un eje y un ángulo de Euler, no es sencilla y, de hecho, no satisface la ley de la adición de vectores, lo que muestra que las rotaciones finitas no son realmente vectores. Es mejor emplear la notación de la matriz de rotación o la del cuaternión, calcular el producto y luego volver a convertirlo en el eje y ángulo de Euler.

### Rotaciones de Euler

Rotaciones de Euler de la Tierra. Intrínseca (verde), precesión (azul) y nutación (rojo)

La idea detrás de las rotaciones de Euler es dividir la rotación completa del sistema de coordenadas en tres rotaciones constitutivas más simples, llamadas precesión, nutación y rotación intrínseca, siendo cada una de ellas un incremento en uno de los ángulos de Euler. Obsérvese que la matriz externa representará una rotación alrededor de uno de los ejes del marco de referencia, y la matriz interna representa una rotación alrededor de uno de los ejes del marco en movimiento. La matriz central representa una rotación alrededor de un eje intermedio llamado línea de nodos.
Sin embargo, la definición de los ángulos de Euler no es única y en la bibliografía se utilizan muchas convenciones diferentes. Estas convenciones dependen de los ejes sobre los que se realizan las rotaciones y de su secuencia (ya que las rotaciones no son conmutativas).
La convención que se usa generalmente se indica especificando los ejes sobre los cuales se realizan las rotaciones consecutivas (antes de ser compuestas), refiriéndose a ellas mediante el índice (1, 2, 3) o la letra (X, Y, Z). Las comunidades de ingeniería y robótica suelen utilizar los ángulos de Euler 3-1-3. Obsérvese que después de componer las rotaciones independientes, ya no giran alrededor de su eje. La matriz más externa rota las otras dos, dejando la segunda matriz de rotación sobre la línea de nodos y la tercera en un marco que se mueve con el cuerpo. Hay 3 × 3 × 3 = 27 posibles combinaciones de tres rotaciones básicas, pero solo 3 × 2 × 2 = 12 de ellas se pueden usar para representar rotaciones 3D arbitrarias como ángulos de Euler. Estas 12 combinaciones evitan rotaciones consecutivas alrededor del mismo eje (como XXY), lo que reduciría los grados de libertad que se pueden representar.
Por lo tanto, los ángulos de Euler nunca se expresan en términos del marco externo, o en términos del marco del cuerpo girado en movimiento conjunto, sino en una mezcla. Se utilizan otras convenciones (por ejemplo, la matriz de rotación o los cuaterniones) para evitar este problema.
En aviación, la orientación de la aeronave generalmente se expresa mediante los ángulos de Tait-Bryan intrínsecos, siguiendo la convención z-y′-x″, que se denominan  guiñada, cabeceo y alabeo (o también curso, elevación y tonel).

### Cuaterniones
Los cuaterniones, que forman un espacio vectorial de cuatro dimensiones, han demostrado ser muy útiles para representar rotaciones debido a varias ventajas sobre las otras notaciones mencionadas en este artículo.
La representación de una rotación mediante un cuaternión se escribe como un versor (cuaternión normalizado)
{\displaystyle {\hat {\mathbf {q} }}=q_{i}\mathbf {i} +q_{j}\mathbf {j} +q_{k}\mathbf {k} +q_{r}={\begin{bmatrix}q_{i}\\q_{j}\\q_{k}\\q_{r}\end{bmatrix}}}
La definición anterior almacena el cuaternión como una matriz siguiendo la convención utilizada en (Wertz 1980) y (Markley 2003). Una definición alternativa utilizada, por ejemplo, en (Coutsias 1999) y (Schmidt 2001) define el término "escalar" como el primer elemento del cuaternión, con los otros elementos desplazados hacia abajo una posición.
En términos del eje de Euler,
{\displaystyle {\hat {\mathbf {e} }}={\begin{bmatrix}e_{x}\\e_{y}\\e_{z}\end{bmatrix}}}
y del ángulo θ, los componentes de este versor se expresan de la siguiente manera:
{\displaystyle {\begin{aligned}q_{i}&=e_{x}\sin {\frac {\theta }{2}}\\q_{j}&=e_{y}\sin {\frac {\theta }{2}}\\q_{k}&=e_{z}\sin {\frac {\theta }{2}}\\q_{r}&=\cos {\frac {\theta }{2}}\end{aligned}}}
El análisis muestra que la parametrización utilizando cuaterniones obedece a la siguiente restricción:
{\displaystyle q_{i}^{2}+q_{j}^{2}+q_{k}^{2}+q_{r}^{2}=1}
El último término (en esta definición) a menudo se llama el término escalar, que tiene su origen en los cuaterniones cuando se entienden como la extensión matemática de los números complejos, escrito como
{\displaystyle a+bi+cj+dk\qquad {\text{con }}\{a,b,c,d\}\in \mathbb {R} }
y donde {i, j, k} son los números hipercomplejos que satisfacen
{\displaystyle {\begin{array}{ccccccc}i^{2}&=&j^{2}&=&k^{2}&=&-1\\ij&=&-ji&=&k&&\\jk&=&-kj&=&i&&\\ki&=&-ik&=&j&&\end{array}}}
La multiplicación de cuaterniones, que se utiliza para especificar una rotación compuesta, se realiza de la misma manera que la multiplicación de números complejos, excepto que el orden de los elementos debe tenerse en cuenta, ya que la multiplicación no es conmutativa. En notación matricial, se puede escribir la multiplicación de cuaterniones como
{\displaystyle {\tilde {\mathbf {q} }}\otimes \mathbf {q} ={\begin{bmatrix}\;\;\,q_{r}&\;\;\,q_{k}&-q_{j}&\;\;\,q_{i}\\-q_{k}&\;\;\,q_{r}&\;\;\,q_{i}&\;\;\,q_{j}\\\;\;\,q_{j}&-q_{i}&\;\;\,q_{r}&\;\;\,q_{k}\\-q_{i}&-q_{j}&-q_{k}&\;\;\,q_{r}\end{bmatrix}}{\begin{bmatrix}{\tilde {q}}_{i}\\{\tilde {q}}_{j}\\{\tilde {q}}_{k}\\{\tilde {q}}_{r}\end{bmatrix}}={\begin{bmatrix}\;\;\,{\tilde {q}}_{r}&-{\tilde {q}}_{k}&\;\;\,{\tilde {q}}_{j}&\;\;\,{\tilde {q}}_{i}\\\;\;\,{\tilde {q}}_{k}&\;\;\,{\tilde {q}}_{r}&-{\tilde {q}}_{i}&\;\;\,{\tilde {q}}_{j}\\-{\tilde {q}}_{j}&\;\;\,{\tilde {q}}_{i}&\;\;\,{\tilde {q}}_{r}&\;\;\,{\tilde {q}}_{k}\\-{\tilde {q}}_{i}&-{\tilde {q}}_{j}&-{\tilde {q}}_{k}&\;\;\,{\tilde {q}}_{r}\end{bmatrix}}{\begin{bmatrix}q_{i}\\q_{j}\\q_{k}\\q_{r}\end{bmatrix}}}
Por lo tanto, combinar dos rotaciones consecutivas utilizando cuaterniones es tan simple como usar la matriz de rotación. Así como dos matrices de rotación sucesivas, A1 seguida de A2, se combinan como
{\displaystyle \mathbf {A} _{3}=\mathbf {A} _{2}\mathbf {A} _{1}},
se puede representar esto con parámetros de cuaternión de una manera similar y concisa:
{\displaystyle \mathbf {q} _{3}=\mathbf {q} _{2}\otimes \mathbf {q} _{1}}
Los cuaterniones son una parametrización muy popular, debido a las siguientes propiedades:
- Notación más compacta que la matricial y menos susceptible a errores de redondeo
- Los cuaterniones varían de forma continua sobre la esfera unitaria en ℝ4 (indicado por S3) a medida que cambia la orientación, evitando los saltos debidos a las discontinuidades (inherentes a las parametrizaciones tridimensionales)
- La expresión de la matriz de rotación en términos de parámetros de cuaternión no implica utilizar funciones trigonométricas
- Es simple combinar dos rotaciones individuales representadas como cuaterniones usando el producto de cuaterniones

Al igual que las matrices de rotación, los cuaterniones a veces deben renormalizarse debido a errores de redondeo, para asegurarse de que correspondan a rotaciones válidas. El costo computacional de renormalizar un cuaternión, sin embargo, es mucho menor que el necesario para normalizar una matriz de orden 3 × 3.
Los cuaterniones también reflejan el carácter espinorial de las rotaciones en tres dimensiones. Por ejemplo, para un objeto tridimensional conectado a su entorno (fijo) mediante cuerdas o bandas flexibles, de forma que las cuerdas o bandas pueden desenrrollarse por completo después de dos vueltas completas alrededor de un eje fijo desde un estado inicial desenrrollado, algebraicamente, el cuaternión que describe tal rotación cambia de un valor escalar +1 (inicialmente), a través de (escalar + pseudovector) al escalar −1 (en un giro completo), a través de valores (escalar + pseudovector) de regreso al escalar +1 (con dos vueltas completas). Este ciclo se repite cada 2 vueltas. Después de  2n giros (número entero n > 0), sin ningún desenrrollado intermedio, las cuerdas/bandas se pueden desenredar parcialmente al estado de los giros 2(n − 1) con cada aplicación del mismo procedimiento utilizado para desenredar de 2 giros a 0 giros. La aplicación del mismo procedimiento n veces, devolverá un objeto 2n enrollado al estado totalmente desenrrollado (o a 0 vueltas). El proceso de desenrrollado también elimina cualquier giro generado por la rotación en las cuerdas/bandas en sí. Se pueden usar modelos mecánicos simples en 3D para demostrar estos hechos.

### Los parámetros de Rodrigues y la representación de Gibbs
Los parámetros de Rodrigues se pueden expresar en términos del eje y del ángulo de Euler de la siguiente manera,
{\displaystyle \mathbf {r} ={\hat {\mathbf {e} }}\theta \,.}
Esta transformación tiene una discontinuidad a 180° (Π radianes): cada vector r con una norma de Π radianes, representa la misma rotación que −r.
Del mismo modo, la notación de Gibbs se puede expresar como
{\displaystyle \mathbf {g} ={\hat {\mathbf {e} }}\tan {\frac {\theta }{2}}}
Una rotación g seguida de una rotación f en la representación de Gibbs tiene la forma simple
{\displaystyle (\mathbf {g} ,\mathbf {f} )={\frac {\mathbf {g} +\mathbf {f} -\mathbf {f} \times \mathbf {g} }{1-\mathbf {g} \cdot \mathbf {f} }}\,.}
Hoy en día, la forma más sencilla de probar esta fórmula es mediante la notación del doblete (fiel), donde g = n̂ tan a, etc.
Otra forma de probar esta ecuación es usar cuaterniones. Construir un cuaternión asociado con una rotación espacial R como,
{\displaystyle S=\cos {\frac {\phi }{2}}+\sin {\frac {\phi }{2}}\mathbf {S} .}
Entonces, la composición de la rotación RB con RA es la rotación RC = RBRA con el eje de rotación y el ángulo definidos por el producto de los cuaterniones
{\displaystyle A=\cos {\frac {\alpha }{2}}+\sin {\frac {\alpha }{2}}\mathbf {A} \quad {\text{and}}\quad B=\cos {\frac {\beta }{2}}+\sin {\frac {\beta }{2}}\mathbf {B} ,}
es decir
{\displaystyle C=\cos {\frac {\gamma }{2}}+\sin {\frac {\gamma }{2}}\mathbf {C} ={\Big (}\cos {\frac {\beta }{2}}+\sin {\frac {\beta }{2}}\mathbf {B} {\Big )}{\Big (}\cos {\frac {\alpha }{2}}+\sin {\frac {\alpha }{2}}\mathbf {A} {\Big )}.}
Ampliando este producto de cuaterniones, se obtiene
{\displaystyle \cos {\frac {\gamma }{2}}+\sin {\frac {\gamma }{2}}\mathbf {C} ={\Big (}\cos {\frac {\beta }{2}}\cos {\frac {\alpha }{2}}-\sin {\frac {\beta }{2}}\sin {\frac {\alpha }{2}}\mathbf {B} \cdot \mathbf {A} {\Big )}+{\Big (}\sin {\frac {\beta }{2}}\cos {\frac {\alpha }{2}}\mathbf {B} +\sin {\frac {\alpha }{2}}\cos {\frac {\beta }{2}}\mathbf {A} +\sin {\frac {\beta }{2}}\sin {\frac {\alpha }{2}}\mathbf {B} \times \mathbf {A} {\Big )}.}
Dividiendo ambos lados de esta ecuación por la identidad,
{\displaystyle \cos {\frac {\gamma }{2}}=\cos {\frac {\beta }{2}}\cos {\frac {\alpha }{2}}-\sin {\frac {\beta }{2}}\sin {\frac {\alpha }{2}}\mathbf {B} \cdot \mathbf {A} ,}
y calculando
{\displaystyle \tan {\frac {\gamma }{2}}\mathbf {C} ={\frac {\tan {\frac {\beta }{2}}\mathbf {B} +\tan {\frac {\alpha }{2}}\mathbf {A} +\tan {\frac {\beta }{2}}\tan {\frac {\alpha }{2}}\mathbf {B} \times \mathbf {A} }{1-\tan {\frac {\beta }{2}}\tan {\frac {\alpha }{2}}\mathbf {B} \cdot \mathbf {A} }}.}
Esta es la fórmula de Rodrigues para el eje de una rotación compuesta definida en términos de los ejes de dos rotaciones sucesivas. Dedujo esta fórmula en 1840 (véase la página 408).
Los tres ejes de rotación A, B y C forman un triángulo esférico y los ángulos diedros entre los planos formados por los lados de este triángulo están definidos por la ángulos de rotación.

El vector de Gibbs tiene la ventaja (o la desventaja, según el contexto) de que las rotaciones de 180° no pueden representarse en él. Incluso si se utilizan números con coma flotante, capaces de manejar valores muy grandes y muy pequeños, la dirección de rotación no puede estar bien definida. Por ejemplo, ingenuamente, una rotación de 180° sobre el eje (1, 1, 0) sería (∞, ∞, 0), que es la misma rotación de 180° representada aproximadamente por (1, 0.0001, 0).
Los parámetros de Rodrigues modificados (PRM) se pueden expresar en términos de eje y ángulo de Euler mediante
{\displaystyle \mathbf {p} ={\hat {\mathbf {e} }}\tan {\frac {\theta }{4}}\,.}
La parametrización de Rodrigues modificada comparte muchas características con la parametrización del vector de rotación, incluida la aparición de saltos de discontinuidad en el espacio de parámetros cuando se incrementa la rotación.

### Parámetros de Cayley-Klein
Consúltese la definición en Wolfram Mathworld.

## Fórmulas de conversión entre formalizaciones

### Matriz de rotación ↔ Ángulos de Euler
Los ángulos de Euler (φ, θ, ψ) se pueden extraer de la matriz de rotación {\displaystyle \scriptstyle \mathbf {A} } operando sobre la matriz de rotación en forma analítica.

#### Matriz de rotación → Ángulos de Euler (z-x-zextrínsecos)
Usando la convención x, los ángulos de Euler extrínsecos 3-1-3 φ, θ y ψ (alrededor del eje z, el eje x y nuevamente el eje {\displaystyle \scriptstyle Z}) se pueden obtener de la siguiente manera:
{\displaystyle {\begin{aligned}\phi &=\operatorname {atan2} \left(A_{31},A_{32}\right)\\\theta &=\arccos \left(A_{33}\right)\\\psi &=-\operatorname {atan2} \left(A_{13},A_{23}\right)\end{aligned}}}
Téngase en cuenta que atan2(a, b) es equivalente a arctan ab, donde también se debe tener en cuenta el cuadrante en el que se encuentra el punto (a, b) (véase
arcotangente de dos parámetros).
Al implementar la conversión, hay que tener en cuenta varias situaciones:
- Generalmente hay dos soluciones en el intervalo [−π, π]3. La fórmula anterior funciona solo cuando θ está dentro del intervalo [0, π].
- Para el caso especial, A33 = 0, φ y ψ se deducen de A11 y A12.
- Hay infinitas soluciones, pero innumerables de ellas fuera del intervalo [−π, π]3.
- Las soluciones matemáticas válidas para un caso determinado dependen de la situación de partida.

#### Ángulos de Euler (z-y′-x″intrínsecos) → Matriz de rotación
La matriz de rotación A se genera a partir de los ángulos de Euler intrínsecos 3-2-1, multiplicando las tres matrices generadas por las rotaciones alrededor de los ejes.
{\displaystyle \mathbf {A} =\mathbf {A} _{3}\mathbf {A} _{2}\mathbf {A} _{1}=\mathbf {A} _{Z}\mathbf {A} _{Y}\mathbf {A} _{X}}
Los ejes de rotación dependen de la convención específica que se utilice. Para la convención x, las rotaciones son sobre los ejes x, y y z con los ángulos ϕ, θ y ψ, las matrices individuales son las siguientes:
{\displaystyle {\begin{aligned}\mathbf {A} _{X}&={\begin{bmatrix}1&0&0\\0&\cos \phi &-\sin \phi \\0&\sin \phi &\cos \phi \end{bmatrix}}\\[5px]\mathbf {A} _{Y}&={\begin{bmatrix}\cos \theta &0&\sin \theta \\0&1&0\\-\sin \theta &0&\cos \theta \end{bmatrix}}\\[5px]\mathbf {A} _{Z}&={\begin{bmatrix}\cos \psi &-\sin \psi &0\\\sin \psi &\cos \psi &0\\0&0&1\end{bmatrix}}\end{aligned}}}
Esto produce
{\displaystyle \mathbf {A} ={\begin{bmatrix}\cos \theta \cos \psi &-\cos \phi \sin \psi +\sin \phi \sin \theta \cos \psi &\sin \phi \sin \psi +\cos \phi \sin \theta \cos \psi \\\cos \theta \sin \psi &\cos \phi \cos \psi +\sin \phi \sin \theta \sin \psi &-\sin \phi \cos \psi +\cos \phi \sin \theta \sin \psi \\-\sin \theta &\sin \phi \cos \theta &\cos \phi \cos \theta \\\end{bmatrix}}}
Nota: las fórmulas anteriores son válidas para un sistema orientado a la derecha, que es la convención utilizada en casi todas las disciplinas de ingeniería y física.
La interpretación de estas matrices de rotación a la derecha es que expresan transformaciones de coordenadas (pasivas) en lugar de transformaciones de puntos (activas). Debido a que A expresa una rotación desde el marco local 1 al marco global 0 (es decir, A codifica los ejes del marco de referencia 1, con respecto al marco 0), las matrices de rotación elementales se componen como se indica arriba. Debido a que la rotación inversa es solo la rotación transpuesta, si se quisiera pasar de la rotación global a una local desde el marco 0 al marco 1, se escribiría {\displaystyle \mathbf {A} ^{\top }=(\mathbf {A} _{Z}\mathbf {A} _{Y}\mathbf {A} _{X})^{\top }=\mathbf {A} _{X}^{\top }\mathbf {A} _{Y}^{\top }\mathbf {A} _{Z}^{\top }}.

### Matriz de rotación ↔ Eje/ángulo de Euler
Si el ángulo de Euler θ no es un múltiplo de Π, el eje de Euler ê y el ángulo θ se pueden calcular a partir de los elementos de la matriz de rotación A de la siguiente manera:
{\displaystyle {\begin{aligned}\theta &=\arccos {\frac {A_{11}+A_{22}+A_{33}-1}{2}}\\e_{1}&={\frac {A_{32}-A_{23}}{2\sin \theta }}\\e_{2}&={\frac {A_{13}-A_{31}}{2\sin \theta }}\\e_{3}&={\frac {A_{21}-A_{12}}{2\sin \theta }}\end{aligned}}}
Alternativamente, se puede utilizar el siguiente método:
La composición de la matriz de rotación produce los valores propios 1 y cos θ ± i sin θ. El eje de Euler es el vector propio que corresponde al valor propio de 1, y θ se puede calcular a partir de los valores propios restantes.
El eje de Euler también se puede determinar utilizando la descomposición de valores singulares, ya que es el vector normalizado que abarca el espacio nulo de la matriz I − A.
Para la conversión inversa, la matriz de rotación correspondiente a un eje de Euler ê y un ángulo θ se puede calcular de acuerdo con la fórmula de rotación de Rodrigues (con la modificación apropiada) de la siguiente manera:
{\displaystyle \mathbf {A} =\mathbf {I} _{3}\cos \theta +(1-\cos \theta ){\hat {\mathbf {e} }}{\hat {\mathbf {e} }}^{\mathsf {T}}+\left[{\hat {\mathbf {e} }}\right]_{\times }\sin \theta }
siendo I3 la matriz identidad de orden 3 × 3, y
{\displaystyle \left[{\hat {\mathbf {e} }}\right]_{\times }={\begin{bmatrix}0&-e_{3}&e_{2}\\e_{3}&0&-e_{1}\\-e_{2}&e_{1}&0\end{bmatrix}}}
utilizando el producto matricial cruzado.
Esto se expande a:
{\displaystyle {\begin{aligned}A_{11}&=(1-\cos \theta )e_{1}^{2}+\cos \theta \\A_{12}&=(1-\cos \theta )e_{1}e_{2}-e_{3}\sin \theta \\A_{13}&=(1-\cos \theta )e_{1}e_{3}+e_{2}\sin \theta \\A_{21}&=(1-\cos \theta )e_{2}e_{1}+e_{3}\sin \theta \\A_{22}&=(1-\cos \theta )e_{2}^{2}+\cos \theta \\A_{23}&=(1-\cos \theta )e_{2}e_{3}-e_{1}\sin \theta \\A_{31}&=(1-\cos \theta )e_{3}e_{1}-e_{2}\sin \theta \\A_{32}&=(1-\cos \theta )e_{3}e_{2}+e_{1}\sin \theta \\A_{33}&=(1-\cos \theta )e_{3}^{2}+\cos \theta \end{aligned}}}

### Matriz de rotación ↔ Cuaternión
Cuando se calcula un cuaternión a partir de la matriz de rotación, existe una ambigüedad de signo, ya que q y −q representan la misma rotación.
Una forma de computar el cuaternión es
{\displaystyle \mathbf {q} ={\begin{bmatrix}q_{i}\\q_{j}\\q_{k}\\q_{r}\end{bmatrix}}=q_{i}\mathbf {i} +q_{j}\mathbf {j} +q_{k}\mathbf {k} +q_{r}}
A partir de la matriz de rotación A, se tiene:
{\displaystyle {\begin{aligned}q_{r}&={\frac {1}{2}}{\sqrt {1+A_{11}+A_{22}+A_{33}}}\\q_{i}&={\frac {1}{4q_{r}}}\left(A_{32}-A_{23}\right)\\q_{j}&={\frac {1}{4q_{r}}}\left(A_{13}-A_{31}\right)\\q_{k}&={\frac {1}{4q_{r}}}\left(A_{21}-A_{12}\right)\end{aligned}}}
Hay otras tres formas matemáticamente equivalentes para calcular q. La inexactitud numérica se puede reducir al evitar situaciones en las que el denominador está cerca de cero. Uno de los otros tres métodos tiene la forma siguiente:
{\displaystyle {\begin{aligned}q_{i}&={\frac {1}{2}}{\sqrt {1+A_{11}-A_{22}-A_{33}}}\\q_{j}&={\frac {1}{4q_{i}}}\left(A_{12}+A_{21}\right)\\q_{k}&={\frac {1}{4q_{i}}}\left(A_{13}+A_{31}\right)\\q_{r}&={\frac {1}{4q_{i}}}\left(A_{32}-A_{23}\right)\end{aligned}}}
La matriz de rotación correspondiente al cuaternión q se puede calcular de la siguiente manera:
{\displaystyle \mathbf {A} =\left(q_{r}^{2}-{\check {\mathbf {q} }}^{\mathsf {T}}{\check {\mathbf {q} }}\right)\mathbf {I} _{3}+2{\check {\mathbf {q} }}{\check {\mathbf {q} }}^{\mathrm {T} }+2q_{r}\mathbf {\mathcal {Q}} }
donde
{\displaystyle {\check {\mathbf {q} }}={\begin{bmatrix}q_{i}\\q_{j}\\q_{k}\end{bmatrix}}\,,\quad \mathbf {\mathcal {Q}} ={\begin{bmatrix}0&-q_{k}&q_{j}\\q_{k}&0&-q_{i}\\-q_{j}&q_{i}&0\end{bmatrix}}}
lo que da
{\displaystyle \mathbf {A} ={\begin{bmatrix}1-2q_{j}^{2}-2q_{k}^{2}&2\left(q_{i}q_{j}-q_{k}q_{r}\right)&2\left(q_{i}q_{k}+q_{j}q_{r}\right)\\2\left(q_{i}q_{j}+q_{k}q_{r}\right)&1-2q_{i}^{2}-2q_{k}^{2}&2\left(q_{j}q_{k}-q_{i}q_{r}\right)\\2\left(q_{i}q_{k}-q_{j}q_{r}\right)&2\left(q_{i}q_{r}+q_{j}q_{k}\right)&1-2q_{i}^{2}-2q_{j}^{2}\end{bmatrix}}}
o equivalentemente
{\displaystyle \mathbf {A} ={\begin{bmatrix}-1+2q_{i}^{2}+2q_{r}^{2}&2\left(q_{i}q_{j}-q_{k}q_{r}\right)&2\left(q_{i}q_{k}+q_{j}q_{r}\right)\\2\left(q_{i}q_{j}+q_{k}q_{r}\right)&-1+2q_{j}^{2}+2q_{r}^{2}&2\left(q_{j}q_{k}-q_{i}q_{r}\right)\\2\left(q_{i}q_{k}-q_{j}q_{r}\right)&2\left(q_{i}q_{r}+q_{j}q_{k}\right)&-1+2q_{k}^{2}+2q_{r}^{2}\end{bmatrix}}}

### Ángulos de Euler ↔ Cuaternión

#### Ángulos de Euler (z-x-zextrínsecos) → Cuaternión
Considerando la convención de x 3-1-3 ángulos de Euler extrínsecos para el siguiente algoritmo. Los términos del algoritmo dependen de la convención utilizada.
Se puede calcular el cuaternión
{\displaystyle \mathbf {q} ={\begin{bmatrix}q_{i}\\q_{j}\\q_{k}\\q_{r}\end{bmatrix}}=q_{i}\mathbf {i} +q_{j}\mathbf {j} +q_{k}\mathbf {k} +q_{r}}
desde los ángulos de Euler (φ, θ, ψ) como sigue:
{\displaystyle {\begin{aligned}q_{i}&=\cos {\frac {\phi -\psi }{2}}\sin {\frac {\theta }{2}}\\q_{j}&=\sin {\frac {\phi -\psi }{2}}\sin {\frac {\theta }{2}}\\q_{k}&=\sin {\frac {\phi +\psi }{2}}\cos {\frac {\theta }{2}}\\q_{r}&=\cos {\frac {\phi +\psi }{2}}\cos {\frac {\theta }{2}}\end{aligned}}}

#### Ángulos de Euler (z-y′-x″intrínsecos) → Cuaternión
Un cuaternión relativo a los ángulos de deriva (ψ), cabeceo (θ) y alabeo (φ), o ángulos de Tait–Bryan intrínsecos, siguiendo la convención de z-y′-x″, puede ser calculado mediante
{\displaystyle {\begin{aligned}q_{i}&=\sin {\frac {\phi }{2}}\cos {\frac {\theta }{2}}\cos {\frac {\psi }{2}}-\cos {\frac {\phi }{2}}\sin {\frac {\theta }{2}}\sin {\frac {\psi }{2}}\\q_{j}&=\cos {\frac {\phi }{2}}\sin {\frac {\theta }{2}}\cos {\frac {\psi }{2}}+\sin {\frac {\phi }{2}}\cos {\frac {\theta }{2}}\sin {\frac {\psi }{2}}\\q_{k}&=\cos {\frac {\phi }{2}}\cos {\frac {\theta }{2}}\sin {\frac {\psi }{2}}-\sin {\frac {\phi }{2}}\sin {\frac {\theta }{2}}\cos {\frac {\psi }{2}}\\q_{r}&=\cos {\frac {\phi }{2}}\cos {\frac {\theta }{2}}\cos {\frac {\psi }{2}}+\sin {\frac {\phi }{2}}\sin {\frac {\theta }{2}}\sin {\frac {\psi }{2}}\end{aligned}}}

#### Cuaternión → Ángulos de Euler (z-x-zextrínsecos)
Dado la rotación según un cuaternión
{\displaystyle \mathbf {q} ={\begin{bmatrix}q_{i}\\q_{j}\\q_{k}\\q_{r}\end{bmatrix}}=q_{i}\mathbf {i} +q_{j}\mathbf {j} +q_{k}\mathbf {k} +q_{r}\,,}
la convención x 3-1-3 según los ángulos de Euler extrínsecos (φ, θ, ψ) puede calcularse mediante
{\displaystyle {\begin{aligned}\phi &=\operatorname {atan2} \left(\left(q_{i}q_{k}+q_{j}q_{r}\right),-\left(q_{j}q_{k}-q_{i}q_{r}\right)\right)\\\theta &=\arccos \left(-q_{i}^{2}-q_{j}^{2}+q_{k}^{2}+q_{r}^{2}\right)\\\psi &=\operatorname {atan2} \left(\left(q_{i}q_{k}-q_{j}q_{r}\right),\left(q_{j}q_{k}+q_{i}q_{r}\right)\right)\end{aligned}}}

#### Cuaternión → Ángulos de Euler (z-y′-x″intrínsecos)
Dada la rotación mediante el cuaternión
{\displaystyle \mathbf {q} ={\begin{bmatrix}q_{i}\\q_{j}\\q_{k}\\q_{r}\end{bmatrix}}=q_{i}\mathbf {i} +q_{j}\mathbf {j} +q_{k}\mathbf {k} +q_{r}\,,}
según los ángulos de Tait–Bryan intrínsecos siguiendo la convención de z-y′-x″, se pueden calcular mediante
{\displaystyle {\begin{aligned}{\text{roll}}&=\operatorname {atan2} \left(2\left(q_{r}q_{i}+q_{j}q_{k}\right),1-2\left(q_{i}^{2}+q_{j}^{2}\right)\right)\\{\text{pitch}}&=\arcsin \left(2\left(q_{r}q_{j}-q_{k}q_{i}\right)\right)\\{\text{yaw}}&=\operatorname {atan2} \left(2\left(q_{r}q_{k}+q_{i}q_{j}\right),1-2\left(q_{j}^{2}+q_{k}^{2}\right)\right)\end{aligned}}}

### Eje/ángulo de Euler ↔ Cuaternión
Dado el eje de Euler ê y el ángulo θ, el cuaternión
{\displaystyle \mathbf {q} ={\begin{bmatrix}q_{i}\\q_{j}\\q_{k}\\q_{r}\end{bmatrix}}=q_{i}\mathbf {i} +q_{j}\mathbf {j} +q_{k}\mathbf {k} +q_{r}\,,}
puede ser calculado por
{\displaystyle {\begin{aligned}q_{i}&={\hat {e}}_{1}\sin {\frac {\theta }{2}}\\q_{j}&={\hat {e}}_{2}\sin {\frac {\theta }{2}}\\q_{k}&={\hat {e}}_{3}\sin {\frac {\theta }{2}}\\q_{r}&=\cos {\frac {\theta }{2}}\end{aligned}}}
Dado el quaternion de rotación q, se define
{\displaystyle {\check {\mathbf {q} }}={\begin{bmatrix}q_{i}\\q_{j}\\q_{k}\end{bmatrix}}\,.}
Entonces, el eje ê y el ángulo θ de Euler se pueden calcular mediante
{\displaystyle {\begin{aligned}{\hat {\mathbf {e} }}&={\frac {\check {\mathbf {q} }}{\left\|{\check {\mathbf {q} }}\right\|}}\\\theta &=2\arccos q_{r}\end{aligned}}}

## Fórmulas de conversión para derivadas

### Matriz de rotación ↔ Velocidades angulares
El vector de velocidad angular
{\displaystyle {\boldsymbol {\omega }}={\begin{bmatrix}\omega _{x}\\\omega _{y}\\\omega _{z}\end{bmatrix}}}
se puede extraer de la derivada en función del tiempo de la matriz de rotación dAdt mediante la siguiente relación:
{\displaystyle [{\boldsymbol {\omega }}]_{\times }={\begin{bmatrix}0&-\omega _{z}&\omega _{y}\\\omega _{z}&0&-\omega _{x}\\-\omega _{y}&\omega _{x}&0\end{bmatrix}}={\frac {\mathrm {d} \mathbf {A} }{\mathrm {d} t}}\mathbf {A} ^{\mathsf {T}}}
La derivada se adapta a partir del desarrollo de Ioffe de la siguiente manera:
Para cualquier vector r0, considere r(t)=A(t)r0 y diferenciándolo:
{\displaystyle {\frac {\mathrm {d} \mathbf {r} }{\mathrm {d} t}}={\frac {\mathrm {d} \mathbf {A} }{\mathrm {d} t}}\mathbf {r} _{0}={\frac {\mathrm {d} \mathbf {A} }{\mathrm {d} t}}\mathbf {A} ^{\mathsf {T}}(t)\mathrm {r} (t)}
La derivada de un vector es su velocidad lineal asociada. Como A es una matriz de rotación, por definición, la longitud de r(t) es siempre igual a la longitud de r0, y por lo tanto no cambia con el tiempo. Por lo tanto, cuando r(t) gira, su punta se mueve describiendo una circunferencia, y la velocidad lineal de su punta es tangencial al círculo; es decir, siempre perpendicular a r(t). En este caso específico, la relación entre el vector de velocidad lineal y el vector de velocidad angular es
{\displaystyle {\frac {\mathrm {d} \mathbf {r} }{\mathrm {d} t}}={\boldsymbol {\omega }}(t)\times \mathbf {r} (t)=[{\boldsymbol {\omega }}]_{\times }\mathbf {r} (t)}
(véase movimiento circular y producto cruzado).
Por la transitividad de las ecuaciones antes mencionadas,
{\displaystyle {\frac {\mathrm {d} \mathbf {A} }{\mathrm {d} t}}\mathbf {A} ^{\mathsf {T}}(t)\mathbf {r} (t)=[{\boldsymbol {\omega }}]_{\times }\mathbf {r} (t)}
lo que implica que
{\displaystyle {\frac {\mathrm {d} \mathbf {A} }{\mathrm {d} t}}\mathbf {A} ^{\mathsf {T}}(t)=[{\boldsymbol {\omega }}]_{\times }}

### Cuaternión ↔ Velocidades angulares
El vector de la velocidad angular
{\displaystyle {\boldsymbol {\omega }}={\begin{bmatrix}\omega _{x}\\\omega _{y}\\\omega _{z}\end{bmatrix}}}
se puede obtener de la derivada del cuaternión dqdt de la siguiente manera:
{\displaystyle {\begin{bmatrix}0\\\omega _{x}\\\omega _{y}\\\omega _{z}\end{bmatrix}}=2{\frac {\mathrm {d} \mathbf {q} }{\mathrm {d} t}}{\tilde {\mathbf {q} }}}
donde {\textstyle {\tilde {\mathbf {q} }}} es el inverso de {\textstyle \mathbf {q} }.
Por el contrario, la derivada del cuaternión es
{\displaystyle {\frac {\mathrm {d} \mathbf {q} }{\mathrm {d} t}}={\frac {1}{2}}{\begin{bmatrix}0\\\omega _{x}\\\omega _{y}\\\omega _{z}\end{bmatrix}}\mathbf {q} \,.}

## Rotores en un álgebra geométrica
La formalización del álgebra geométrica (AG) proporciona una extensión e interpretación del método del cuaternión. Central al álgebra geométrica es el producto geométrico de vectores, una extensión del producto interior y del producto vectorial tradicionales, dada por
{\displaystyle \mathbf {ab} =\mathbf {a} \cdot \mathbf {b} +\mathbf {a} \wedge \mathbf {b} }
donde el símbolo ∧ denota el producto exterior o producto de cuña. Este producto de los vectores a y b produce dos términos: una parte escalar resultado del producto interno y una parte bivectorial, resultado del producto de cuña. Este bivector describe el plano perpendicular al resultado del producto cruzado de los dos vectores.
Los bivectores en el álgebra geométrica tienen algunas propiedades inusuales en comparación con los vectores. Bajo el producto geométrico, los bivectores tienen un cuadrado negativo: el bivector x̂ŷ describe el plano xy. Su cuadrado es (x̂ŷ)2 = x̂ŷx̂ŷ. Debido a que los vectores de base unitaria son ortogonales entre sí, el producto geométrico se reduce al producto externo antisimétrico: x̂ y ŷ se pueden intercambiar libremente a costa de un factor de −1. El cuadrado se reduce a −x̂x̂ŷŷ = −1, ya que los vectores de base se cuadran a +1.
Este resultado se mantiene generalmente para todos los bivectores, y como resultado, el bivector desempeña un papel similar al de la unidad imaginaria. El álgebra geométrica usa bivectores en su análogo al cuaternión, el rotor, dado por
{\displaystyle \mathbf {R} =\exp \left({\frac {-{\hat {\mathbf {B} }}\theta }{2}}\right)=\cos {\frac {\theta }{2}}-{\hat {\mathbf {B} }}\sin {\frac {\theta }{2}}\,,}
donde B̂ es un bivector unidad que describe el plano de rotación. Debido a que B̂ se ajusta a −1, la expansión en serie de potencias de R genera las funciones trigonométricas. La fórmula de rotación que aplica un vector a a un vector rotado b es entonces
{\displaystyle \mathbf {b} =\mathbf {RaR} ^{\dagger }}
donde
{\displaystyle \mathbf {R} ^{\dagger }=\exp \left({\frac {1}{2}}{\hat {\mathbf {B} }}\theta \right)=\cos {\frac {\theta }{2}}+{\hat {\mathbf {B} }}\sin {\frac {\theta }{2}}}
es el inverso de {\displaystyle \scriptstyle R} (invertir el orden de los vectores en {\displaystyle \scriptstyle B} es equivalente a cambiar su signo).
Ejemplo. Una rotación sobre el eje
{\displaystyle {\hat {\mathbf {v} }}={\frac {1}{\sqrt {3}}}\left({\hat {\mathbf {x} }}+{\hat {\mathbf {y} }}+{\hat {\mathbf {z} }}\right)}
se puede lograr mediante la conversión de v̂ a su bivector dual,
{\displaystyle {\hat {\mathbf {B} }}={\hat {\mathbf {x} }}{\hat {\mathbf {y} }}{\hat {\mathbf {z} }}{\hat {\mathbf {v} }}=\mathbf {i} {\hat {\mathbf {v} }}\,,}
donde i = x̂ŷẑ es el elemento de volumen unidad, el único trivector (pseudoscalar) en el espacio tridimensional. El resultado es
{\displaystyle {\hat {\mathbf {B} }}={\frac {1}{\sqrt {3}}}\left({\hat {\mathbf {y} }}{\hat {\mathbf {z} }}+{\hat {\mathbf {z} }}{\hat {\mathbf {x} }}+{\hat {\mathbf {x} }}{\hat {\mathbf {y} }}\right)\,.}
Sin embargo, en el espacio tridimensional, a menudo es más sencillo dejar la expresión como B̂ = iv̂, ya que i conmuta con todos los objetos en 3D y también se ajusta a −1. Una rotación del vector x̂ en este plano por un ángulo θ es entonces
{\displaystyle {\hat {\mathbf {x} }}'=\mathbf {R} {\hat {\mathbf {x} }}\mathbf {R} ^{\dagger }=e^{-\mathbf {i} {\hat {\mathbf {v} }}{\frac {\theta }{2}}}{\hat {\mathbf {x} }}e^{i{\hat {\mathbf {v} }}{\frac {\theta }{2}}}={\hat {\mathbf {x} }}\cos ^{2}{\frac {\theta }{2}}+\mathbf {i} \left({\hat {\mathbf {x} }}{\hat {\mathbf {v} }}-{\hat {\mathbf {v} }}{\hat {\mathbf {x} }}\right)\cos {\frac {\theta }{2}}\sin {\frac {\theta }{2}}+{\hat {\mathbf {v} }}{\hat {\mathbf {x} }}{\hat {\mathbf {v} }}\sin ^{2}{\frac {\theta }{2}}}
Reconociendo que
{\displaystyle \mathbf {i} ({\hat {\mathbf {x} }}{\hat {\mathbf {v} }}-{\hat {\mathbf {v} }}{\hat {\mathbf {x} }})=2\mathbf {i} ({\hat {\mathbf {x} }}\wedge {\hat {\mathbf {v} }})}
y que −v̂x̂v̂ es el reflejo de x̂ sobre el plano perpendicular a v̂, se obtiene una interpretación geométrica de la operación de rotación: la rotación conserva los componentes que son paralelos a v̂ y cambia solo aquellos que son perpendiculares. Luego se calculan los términos:
{\displaystyle {\begin{aligned}{\hat {\mathbf {v} }}{\hat {\mathbf {x} }}{\hat {\mathbf {v} }}&={\frac {1}{3}}\left(-{\hat {\mathbf {x} }}+2{\hat {\mathbf {y} }}+2{\hat {\mathbf {z} }}\right)\\2\mathbf {i} {\hat {\mathbf {x} }}\wedge {\hat {\mathbf {v} }}&=2\mathbf {i} {\frac {1}{\sqrt {3}}}\left({\hat {\mathbf {x} }}{\hat {\mathbf {y} }}+{\hat {\mathbf {x} }}{\hat {\mathbf {z} }}\right)={\frac {2}{\sqrt {3}}}\left({\hat {\mathbf {y} }}-{\hat {\mathbf {z} }}\right)\end{aligned}}}
El resultado de la rotación es entonces
{\displaystyle {\hat {\mathbf {x} }}'={\hat {\mathbf {x} }}\left(\cos ^{2}{\frac {\theta }{2}}-{\frac {1}{3}}\sin ^{2}{\frac {\theta }{2}}\right)+{\frac {2}{3}}{\hat {\mathbf {y} }}\sin {\frac {\theta }{2}}\left(\sin {\frac {\theta }{2}}+{\sqrt {3}}\cos {\frac {\theta }{2}}\right)+{\frac {2}{3}}{\hat {\mathbf {z} }}\sin {\frac {\theta }{2}}\left(\sin {\frac {\theta }{2}}-{\sqrt {3}}\cos {\frac {\theta }{2}}\right)}
Una simple comprobación de este resultado se puede hacer con el ángulo θ = 23π. Dicha rotación debe asignar x̂ a ŷ. De hecho, la rotación se reduce a
{\displaystyle {\begin{aligned}{\hat {\mathbf {x} }}'&={\hat {\mathbf {x} }}\left({\frac {1}{4}}-{\frac {1}{3}}{\frac {3}{4}}\right)+{\frac {2}{3}}{\hat {\mathbf {y} }}{\frac {\sqrt {3}}{2}}\left({\frac {\sqrt {3}}{2}}+{\sqrt {3}}{\frac {1}{2}}\right)+{\frac {2}{3}}{\hat {\mathbf {z} }}{\frac {\sqrt {3}}{2}}\left({\frac {\sqrt {3}}{2}}-{\sqrt {3}}{\frac {1}{2}}\right)\\&=0{\hat {\mathbf {x} }}+{\hat {\mathbf {y} }}+0{\hat {\mathbf {z} }}={\hat {\mathbf {y} }}\end{aligned}}}
exactamente como se esperaba. Esta fórmula de rotación es válida no solo para vectores, sino para cualquier multivector. Además, cuando se utilizan los ángulos de Euler, la complejidad de la operación se reduce mucho. Las rotaciones compuestas provienen de la multiplicación de rotores, por lo que el rotor total de los ángulos de Euler es
{\displaystyle \mathbf {R} =\mathbf {R} _{\gamma '}\mathbf {R} _{\beta '}\mathbf {R} _{\alpha }=\exp \left({\frac {-\mathbf {i} {\hat {\mathbf {z} }}'\gamma }{2}}\right)\exp \left({\frac {-\mathbf {i} {\hat {\mathbf {x} }}'\beta }{2}}\right)\exp \left({\frac {-\mathbf {i} {\hat {\mathbf {z} }}\alpha }{2}}\right)}
pero
{\displaystyle {\begin{aligned}{\hat {\mathbf {x} }}'&=\mathbf {R} _{\alpha }{\hat {\mathbf {x} }}\mathbf {R} _{\alpha }^{\dagger }\quad {\text{and}}\\{\hat {\mathbf {z} }}'&=\mathbf {R} _{\beta '}{\hat {\mathbf {z} }}\mathbf {R} _{\beta '}^{\dagger }\,.\end{aligned}}}
Estos rotores se vuelven a obtener de los exponenciales de la forma siguiente:
{\displaystyle \mathbf {R} _{\beta '}=\cos {\frac {\beta }{2}}-\mathbf {i} \mathbf {R} _{\alpha }{\hat {\mathbf {x} }}\mathbf {R} _{\alpha }^{\dagger }\sin {\frac {\beta }{2}}=\mathbf {R} _{\alpha }\mathbf {R} _{\beta }\mathbf {R} _{\alpha }^{\dagger }}
donde Rβ se refiere a la rotación en las coordenadas originales. Del mismo modo, para la rotación γ,
{\displaystyle \mathbf {R} _{\gamma '}=\mathbf {R} _{\beta '}\mathbf {R} _{\gamma }\mathbf {R} _{\beta '}^{\dagger }=\mathbf {R} _{\alpha }\mathbf {R} _{\beta }\mathbf {R} _{\alpha }^{\dagger }\mathbf {R} _{\gamma }\mathbf {R} _{\alpha }\mathbf {R} _{\beta }^{\dagger }\mathbf {R} _{\alpha }^{\dagger }\,.}
Notando que Rγ y Rα conmutan (las rotaciones en el mismo plano deben conmutar), el rotor total se convierte en
{\displaystyle \mathbf {R} =\mathbf {R} _{\alpha }\mathbf {R} _{\beta }\mathbf {R} _{\gamma }}
Por lo tanto, las rotaciones compuestas de los ángulos de Euler se convierten en una serie de rotaciones equivalentes en el marco fijo original.
Mientras que los rotores en álgebra geométrica funcionan casi idénticamente a los cuaterniones en tres dimensiones, el poder de este formalismo es su generalidad: este método es apropiado y válido en espacios con cualquier número de dimensiones. En 3D, las rotaciones tienen tres grados de libertad, un grado para cada plano linealmente independiente (bivector) en el que se puede realizar la rotación. Se sabe que se pueden usar pares de cuaterniones para generar rotaciones en 4D, lo que da seis grados de libertad. y el enfoque del álgebra geométrica verifica este resultado: en 4D, hay seis bivectores linealmente independientes que pueden usarse como generadores de rotaciones.

## Artículos relacionados
- Filtro de Euler
- Orientación (geometría)
- Rotación alrededor de un eje fijo
- Operador rotación tridimensional